# 趙謐
趙謐（1418年—？），字子安，陝西西安府涇陽縣人，軍籍，明朝政治人物。進士出身。

## 生平
正統九年（1444年）甲子科陝西鄉試第一名。景泰二年（1451年）辛未科會試第一百七名，殿試登進士第二甲第十六名。授南京户部员外郎，升郎中，成化三年（1467年）十二月仕至江西左參政。

## 家族
曾祖趙均玉。祖父趙仲良。父亲趙秉才，以子貴封奉訓大夫、南京兵部員外郎。母王氏，生子四人，曰肅、寬、謐、整。侄子趙蘭，成化八年壬辰進士。